# Tom Waddell
Tom Waddell (Geburtsname Thomas Joseph Michael Flubacher; * 1. November 1937 in Paterson, New Jersey; † 11. Juli 1987 in San Francisco) war ein US-amerikanischer Arzt, Olympiateilnehmer und Aktivist für die schwul-lesbische Gleichberechtigung (LGBT).
Waddell wuchs in Massachusetts in einer konservativen katholischen Familie auf. In seiner Jugend war er als Footballspieler und Leichtathlet aktiv. Seine Eltern trennten sich in seinen Teenagerjahren; er zog daraufhin mit 15 Jahren zu seiner Ballettlehrerin Hazel Waddell und ihrem Ehemann Gene, die ihn sechs Jahre später adoptierten. Mit einem Sportstipendium besuchte er das College in Springfield, Massachusetts. Dort war er als Footballspieler und Turner erfolgreich und spezialisierte sich schließlich auf den Zehnkampf. Nachdem er ursprünglich Sportlehrer werden wollte, wechselte er nach dem plötzlichen Tod eines seiner Turnkameraden zur Medizin und besuchte die zur Seton Hall University gehörende New Jersey College of Medicine.
1966 wurde er zum Militärdienst eingezogen und zum Fallschirmspringer und Präventivmediziner ausgebildet. Für ihn überraschend wurde er jedoch nicht, wie befürchtet, in den Vietnamkrieg abkommandiert, sondern zu den Olympischen Sommerspielen 1968 in Mexiko-Stadt geschickt. Dort erreichte er mit 7720 Punkten den sechsten Platz unter 33 Bewerbern (100 m: 11,3 s, Weit: 7,47 m, Kugel: 14,45 m, Hoch: 2,01 m, 400 m: 51,2 s, 100 m Hürden: 15,3 s, Diskus: 43,73 m, Stab: 4,50 m, Speer 63,70 m, 1500 m: 5:04,50 min). Waddell solidarisierte sich mit seinen Teamkameraden John Carlos und Tommie Smith, die bei der Siegerehrung mit gesenktem Kopf und erhobener Faust gegen die Diskriminierung der afroamerikanischen Bevölkerung protestierten.
Nach seiner Entlassung aus der Armee setzte er 1970 an der Stanford University sein Medizinstudium fort und erhielt den Abschluss als Doktor. Seine sportliche Karriere gab er nach einer Knieverletzung 1972 auf. Im Lauf seiner medizinischen Karriere befasste sich Waddell mit der Forschung über Viren und arbeitete zeitweise als Leibarzt für die königliche saudische Familie in Saudi-Arabien. Anschließend kehrte er in die Vereinigten Staaten zurück und erhielt in San Francisco eine Anstellung an einer örtlichen Klinik im Mission Distrikt, die gegenwärtig seinen Namen trägt.
Waddell, der nun offen schwul lebte, gründete im Juli 1981 den Verein San Francisco Arts & Athletic, um die Gay Olympic Games ins Leben zu rufen. Nach einem Rechtsstreit mit dem IOC in Gay Games umbenannt, fanden sie zum ersten Mal 1982 in San Francisco statt.
Bei der Vorbereitung der Gay Games lernte er die lesbische Aktivistin Sara Lewinstein kennen. Ihre gemeinsame Tochter wurde 1983 geboren, und 1985 heiratete das Paar.
Im Juni 1986 wurde bei Waddell AIDS diagnostiziert. Dennoch startete er bei den zweiten Gay Games im August dieses Jahres im Speerwurf und gewann den Wettbewerb.
1987 starb Waddell an den Komplikationen seiner AIDS-Krankheit. Sein Kampf gegen die Krankheit wurde in der Dokumentation Common Threads: Stories from the Quilt verfilmt.
Einige Monate vor seinem Tod begann Waddell gemeinsam mit dem befreundeten Sportler und Buchautor Dick Schaap die Arbeit an einer Autobiographie mit dem Titel Gay Olympian, die 1996 erschien.